# Грант, Иан Гамильтон
Иан Га́мильтон Гра́нт — британский философ. Преподаватель Университета Западной Англии в Бристоле, Великобритания. Его исследовательские интересы включают в себя посткантианскую европейскую философию, особенно идеализм, современную философию, историю и философию науки, философию техники, философию тела, а также историю и проблемы, связанные с автономизацией гуманитарных и социокультурных наук в отношении физических. Его часто относят к недавно появившемуся философскому направлению под названием «спекулятивный реализм».
Первоначально известен как переводчик французских философов Жана Бодрийяра и Жана-Франсуа Лиотара. Репутацию самостоятельного философа Грант заслужил после публикации книги «Философии природы после Шеллинга» в 2006 году. В ней он обильно критикует философов, всё повторяющих попытки «низвергнуть платонизм» вместо того, чтобы низвергнуть Канта. Гранта также не устраивает нынешнее засилье этики и философии жизни в континентальной философии, поскольку, по его мнению, они лишь укрепляют чрезмерно привилегированный статус человека. Поэтому он призывает к обновлённому исследованию сферы неорганического.
Первыми союзниками среди классических философских фигур для Гранта выступают Платон и Фридрих Вильгельм Йозеф Шеллинг. Грант главным образом критикует Аристотеля и Канта за имеющееся у них, на его взгляд, стремление редуцировать реальность к её выразимости для людей.
Грант испытал влияние не только Платона и Шеллинга, но и французского философа Жиля Делёза.

### Сочинения
- Iain Hamilton Grant. Philosophies of Nature After Schelling (London and New York: Continuum, 2006).

### Переводы
- Jean Baudrillard, Symbolic Exchange and Death, transl. by Iain Hamilton Grant (London: Sage, 1993).
- Jean-François Lyotard, The Libidinal Economy, transl. by Iain Hamilton Grant (Bloomington: Indiana University Press, 1993).